# Melaloncha varicosa
Melaloncha varicosa är en tvåvingeart som beskrevs av Brown 2005. Melaloncha varicosa ingår i släktet Melaloncha och familjen puckelflugor.
Artens utbredningsområde är Bolivia. Inga underarter finns listade i Catalogue of Life.